# Liste der Arbeits- und Dienstfahrzeuge der Berliner S-Bahn
Zur Liste der Arbeits- und Dienstfahrzeugen der Berliner S-Bahn zählen eine ganze Reihe unterschiedlichster Fahrzeuge, die von der S-Bahn Berlin zur Erhaltung des Verkehrs- und der baulichen Anlagen eingesetzt werden. Dies sind zum Beispiel Gepäckzüge, Schlepp- und Rangier-Triebwagen- bzw. -Lokomotiven, Geräte- und Mannschaftswagen und auch Erprobungszüge.
Im Baureihenschema der DB sind die Fahrzeuge als Baureihe 478 eingereiht; und zwar unabhängig von ihrer Bauart.

## Fahrzeuge der Baureihe 478

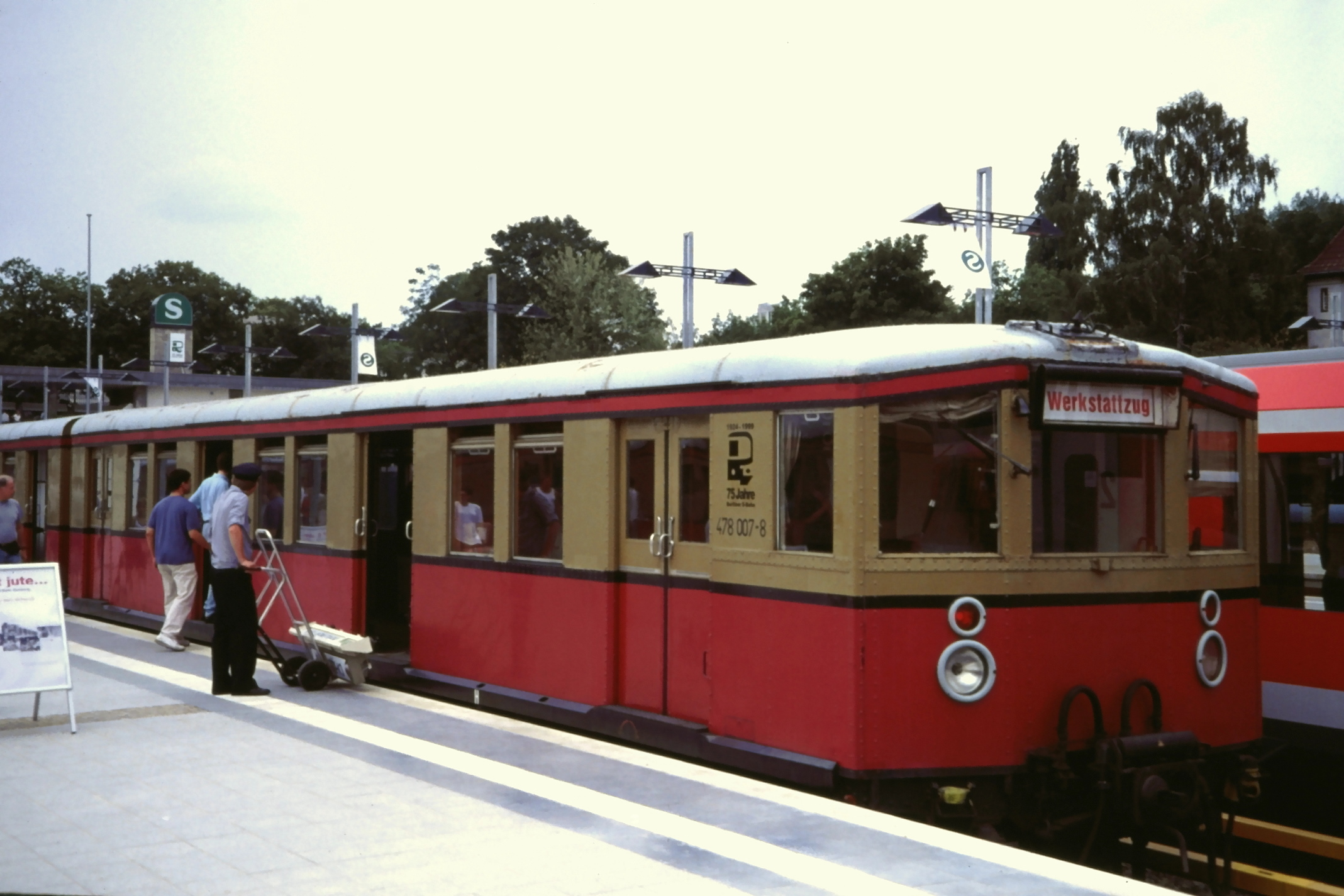
Werkstattzug 478 007-8 im Bahnhof Berlin-Olympiastadion (1999)

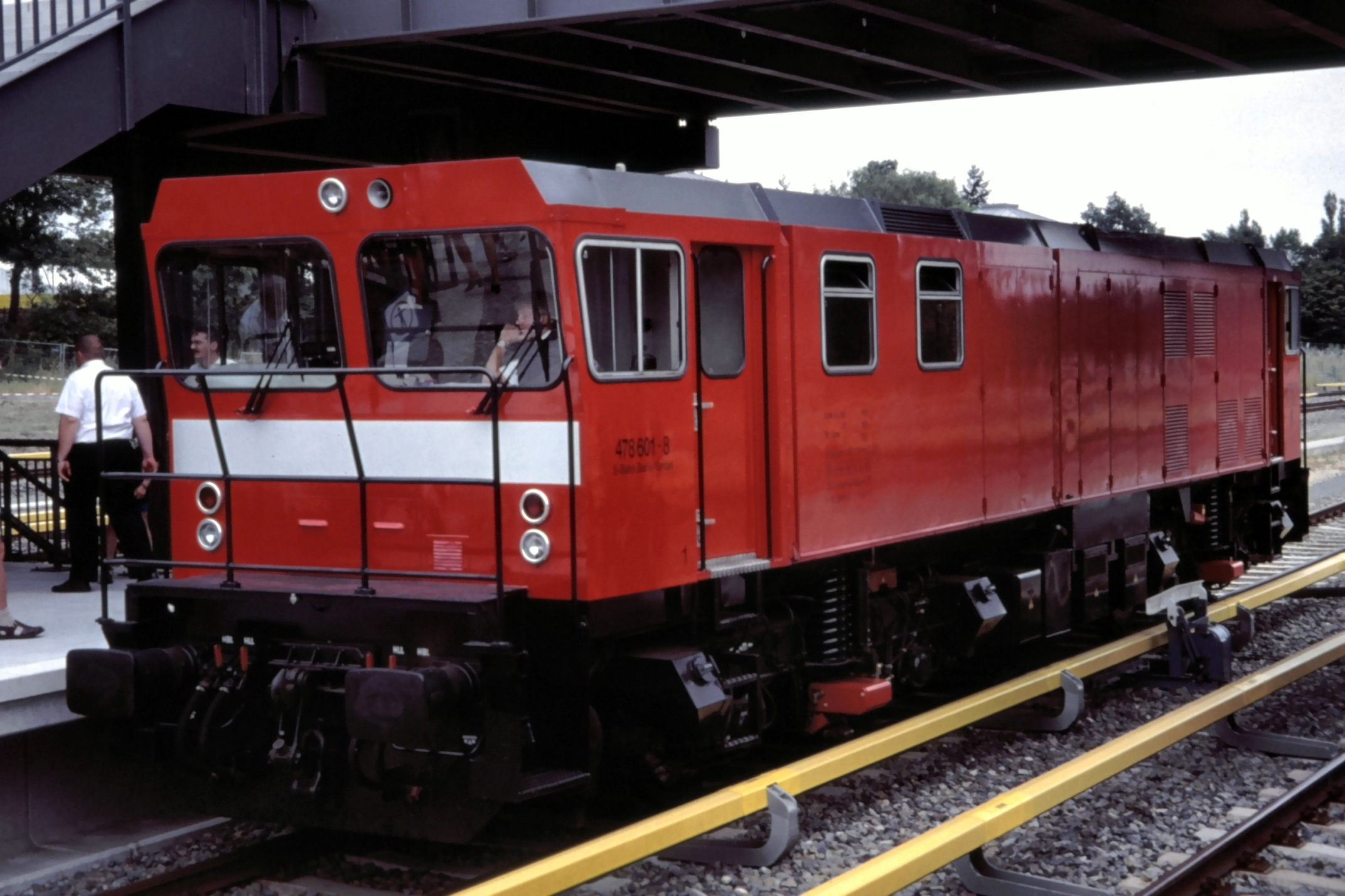
Mehrsystemlokomotive 478 601-8 im Bahnhof Berlin-Olympiastadion (1999)

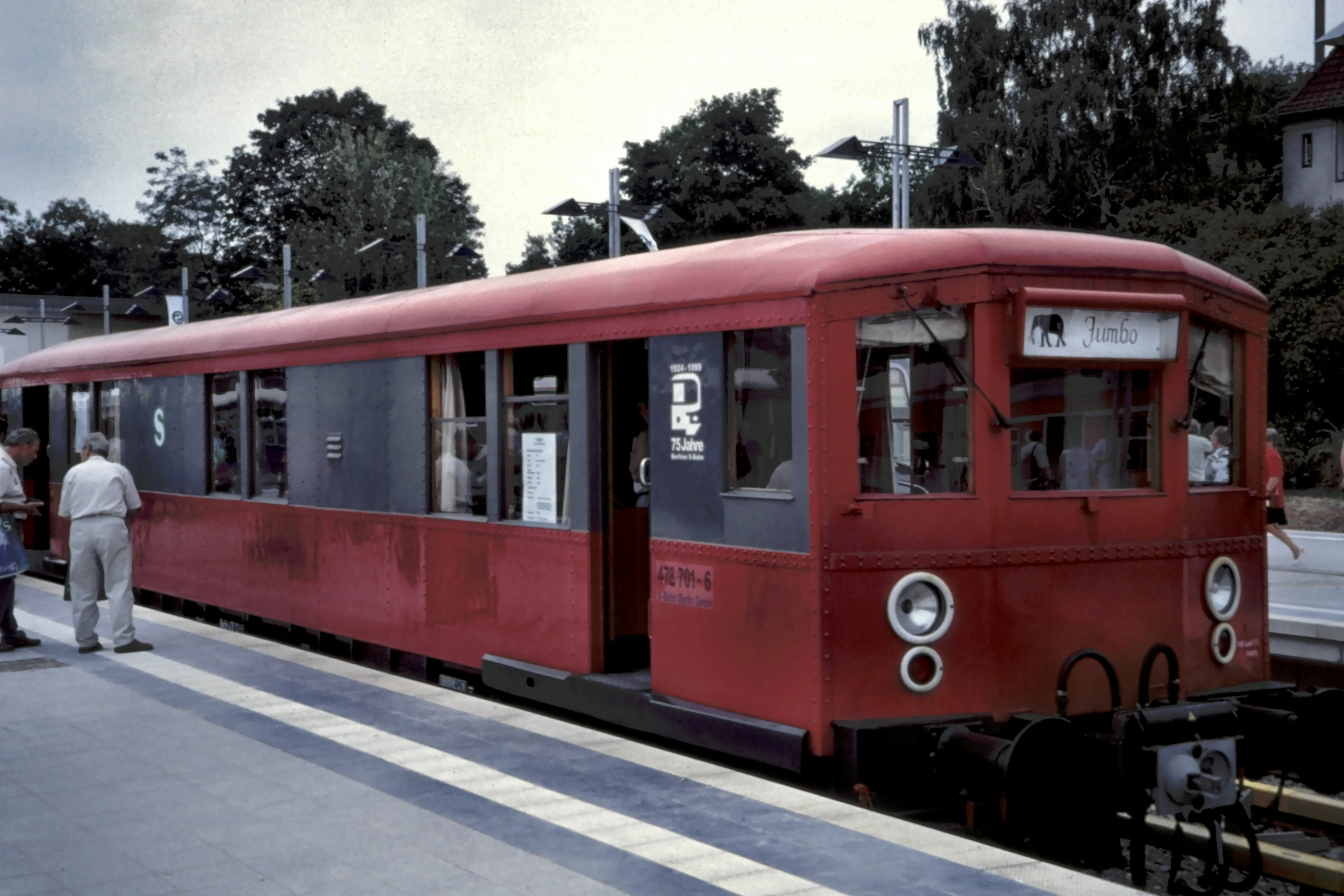
Rangier- und Schlepptriebwagen 478 701-6 im Bahnhof Berlin-Olympiastadion (1999)

| Liste der Fahrzeuge der Baureihe 478 |                                                  |                                                              |                                                                    |
| Betriebsnummer                       | frühere Betriebsnummern                          | Art des Fahrzeuges                                           | Anmerkungen                                                        |
| 478/878 005 478/878 008 (?)          | ex 278 007/008, ex ET/EB 169 017b ex 278 005/006 | Hilfsgerätezug S-Bw Friedrichsfelde                          | März 1965 – Okt. 1994, heute beim Verein historische S-Bahn Berlin |
| 478/878 006                          | ex 278 101/102, ex 275 617/618, ex 165 030       | Gepäckzug S-Bw Friedrichsfelde                               | 2008 verschrottet                                                  |
| 478/878 007                          | ex 278 103/104, ex 275 645/646, ex 165 121       | Gepäckzug S-Bw Friedrichsfelde                               | 2008 verschrottet                                                  |
| 478 / 878 009                        | ex ET 165 470, EB 165 261                        | Gepäckzug                                                    | 1998 verschrottet                                                  |
| 478 / 878 010                        | ex ET 165 574, EB 165 264                        | Gepäckzug                                                    | 1998 verschrottet                                                  |
| 478 021                              | ex 475 136, ex 275 483, ex 165 408               | Gerätewagen des Hilfszuges Friedrichsfelde                   |                                                                    |
| 478 521                              | ex 475 137, ex 275 507, ex 165 440               | Mannschaftswagen des Hilfszuges Friedrichsfelde              |                                                                    |
| 478 022                              | ex 475 130, ex 275 347, ex 165 109               | Gerätewagen des Hilfszuges Wannsee                           |                                                                    |
| 478 522                              | ex 475 148, ex 275 705, ex 165 109               | Mannschaftswagen des Hilfszuges Wannsee                      |                                                                    |
| 478 601                              | ex BVG 5050                                      | Mehrsystemlok Typ Gmeinder E/DE 110                          | 2009 an hvle                                                       |
| 478 602                              | ex BVG 5051                                      | Mehrsystemlok Typ Gmeinder E/DE 110                          | 2006 ausgemustert, 2009 an hvle                                    |
| 478 701                              | ex 478 101, ex ex 478 008,ex 278 105,ex 168 043  | Rangier- und Schlepptriebwagen HwS Schöneweide ("Jumbo")     | 2004 abgestellt                                                    |
| 478/878 801                          | ex 476/876 602                                   | Rangiertriebwagen                                            | 2001 verkauft                                                      |
| 478/878 802                          | ex 476/876 356, ex 276 311/312, ex ET/EB 165 508 | Schleppfahrzeuge für Materialtransporte der Werkstatt Grünau | 2001 verschrottet                                                  |
| 478/878 803                          | ex 476/876 432, ex 276 503/504, ex ET/EB 165 283 | Schleppfahrzeuge für Materialtransporte der Werkstatt Grünau | 2001 verkauft                                                      |
| 478/878 804                          | ex 476/876 307, ex 276 153/154, ex ET/EB 165 528 | Materialzug Wannsee                                          | 2001 verschrottet                                                  |
| 478/878 805                          | ex 476/876 418, ex 276 469/470, ex ET/EB 165 341 | Materialzug Wannsee                                          | 2001 verkauft                                                      |
| 478/878 810                          | ex 477/877 171, ex 277 373/374, ex ET/EB 166 019 | Materialzug Friedrichsfelde                                  | 2004 verschrottet                                                  |
| 478/878 811                          | ex 477/877 174, ex 277 379/380, ex ET/EB 166 033 | Materialzug Friedrichsfelde                                  | 2003 verschrottet                                                  |
| 478/878 812                          | ex 477/877 172, ex 277 375/376, ex ET/EB 166 020 | Rangierzug Hundekehle                                        |                                                                    |
| 478/878 813                          | ex 477/877 173, ex 277 377/378, ex ET/EB 166 027 | Rangierzug Hundekehle                                        |                                                                    |
| 478/878 814                          | ex 477/877 177, ex 277 389/390, ex ET/EB 125 012 | Materialzug Wannsee                                          | 2002 verschrottet                                                  |
| 478/878 815                          | ex 477/877 179, ex 277 397/398, ex ET/EB 125 015 | Materialzug Wannsee                                          | 2002 verschrottet                                                  |
| 478/878 821                          | ex 477/877 605, ex 277 413/414, ex ET/EB 167 289 | Materialzug                                                  |                                                                    |
| 478/878 822                          | ex 477/877 608, ex 277 431/432, ex ET/EB 166 031 | Materialzug                                                  |                                                                    |
| 478/878 823                          | ex 477/877 607, ex 277 419/420, ex ET/EB 167 292 | Materialzug                                                  |                                                                    |
| 478/878 881                          | ex 477/877 020, ex 277 049/050, ex ET/EB 167 045 | Erprobungszug für Bündelfunk                                 |                                                                    |
| 478/878 882                          | ex 477/877 046, ex 277 115/116, ex ET/EB 167 238 | Erprobungszug für Bündelfunk                                 |                                                                    |

## Fahrzeuge der BVG

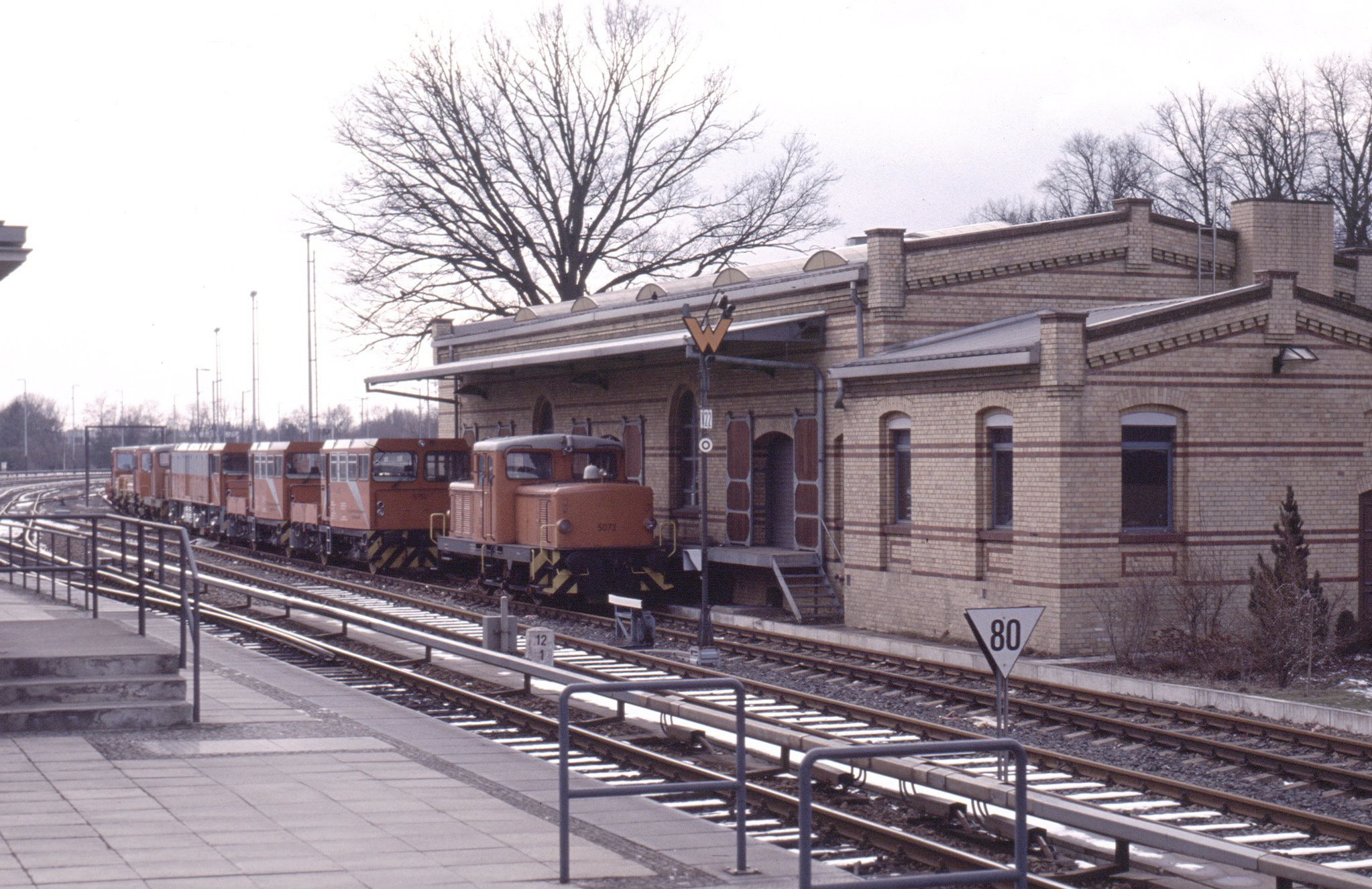
Jung R 40 C Nr. 5073 der BVG (vorn) im Bahnhof Berlin-Zehlendorf, 1993

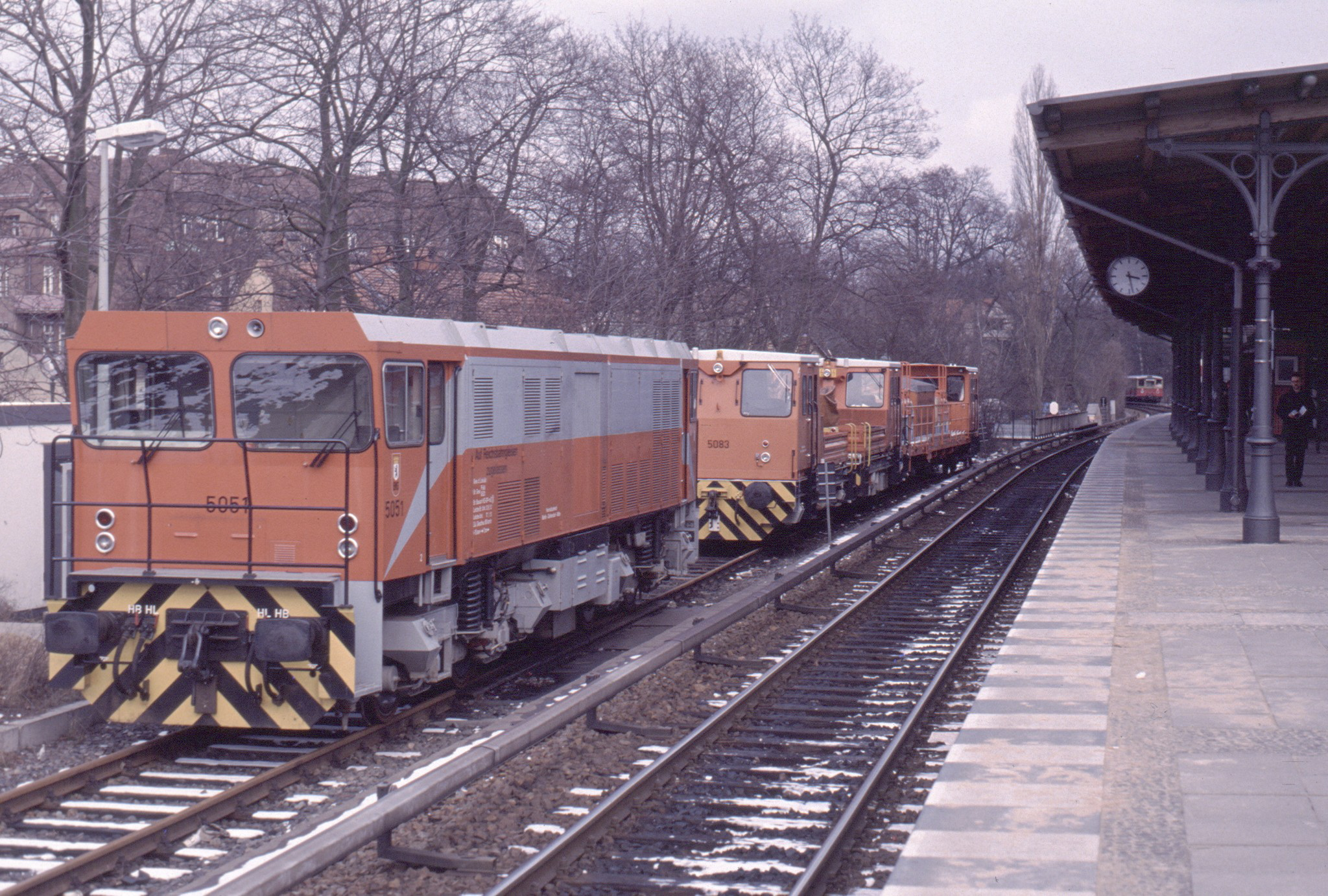
Gmeinder E-DE 110 Nr. 5051 der BVG im Bahnhof Berlin-Zehlendorf, 1993

In der Zeit der Betriebsführung der Berliner S-Bahn durch die Berliner Verkehrs-Betriebe (BVG) von 1984 bis 1994 kamen Arbeits- und Dienstfahrzeuge zum Einsatz, die mit BVG-Nummern versehen waren.
| Liste der Fahrzeuge mit BVG-Nummern |                    |                       |                                                                |
| Betriebsnummer                      | Art des Fahrzeuges | Hersteller/Typ        | Anmerkungen                                                    |
| 5050                                | Mehrsystemlok      | Gmeinder E/DE 110     | spätere 478 601, s. o.                                         |
| 5051                                | Mehrsystemlok      | Gmeinder E/DE 110     | spätere 478 602, s. o.                                         |
| 5070                                | S-Bahn-Lok         | Jung RC 24 B          | ehemals Berliner Gaswerke Nr.6, 1995 verkauft                  |
| 5073                                | S-Bahn-Lok         | Jung R 40 C           | ehemals Hafenbahn Krefeld D V, 1995 verkauft                   |
| 5074                                | S-Bahn-Lok         | Jung R 40 C           | ehemals Hafenbahn Krefeld D IV, 1995 verkauft                  |
| 5075                                | S-Bahn-Lok         | Jung R 40 C           | ehemals Tecklenburger Nordbahn 22, 1995 verkauft               |
| 5076                                | S-Bahn-Lok         | Jung R 40 C           | ehemals Bremervörde-Osterholzer Eisenbahn V 275, 1995 verkauft |
| 5080                                | Rottenkraftwagen   | Plasser & Theurer SKL |                                                                |
| 5081                                | Rottenkraftwagen   | Plasser & Theurer SKL |                                                                |
| 5082                                | Rottenkraftwagen   | Plasser & Theurer SKL |                                                                |
| 5083                                | Rottenkraftwagen   | Plasser & Theurer SKL |                                                                |